# Le Fort inexpugnable de l'honneur du sexe féminin
Le Fort inexpugnable de l'honneur du sexe féminin est une œuvre littéraire écrite par François de Billon en 1555. Elle sera rééditée en 1564 sous le titre La Défense et forteresse invincible de l'honneur et vertu des dames. L'œuvre est dédicacée aux grandes dames de France, au premier rang desquelles Catherine de Médicis. Billon se proposait de rendre hommage aux vertus de la gent féminine en déployant une longue métaphore filée comparant leurs qualités à une forteresse inexpugnable comportant bastions et contremyne.
À l'époque de l'écriture du Fort inexpugnable, François de Billon est secrétaire d'Ottavio Farnese, le duc de Parme. Le texte écrit en moyen français relève du style du baroque littéraire. Il est né de la querelle des femmes et entendait opposer une forteresse aux misogynes et autres pantagruélistes.

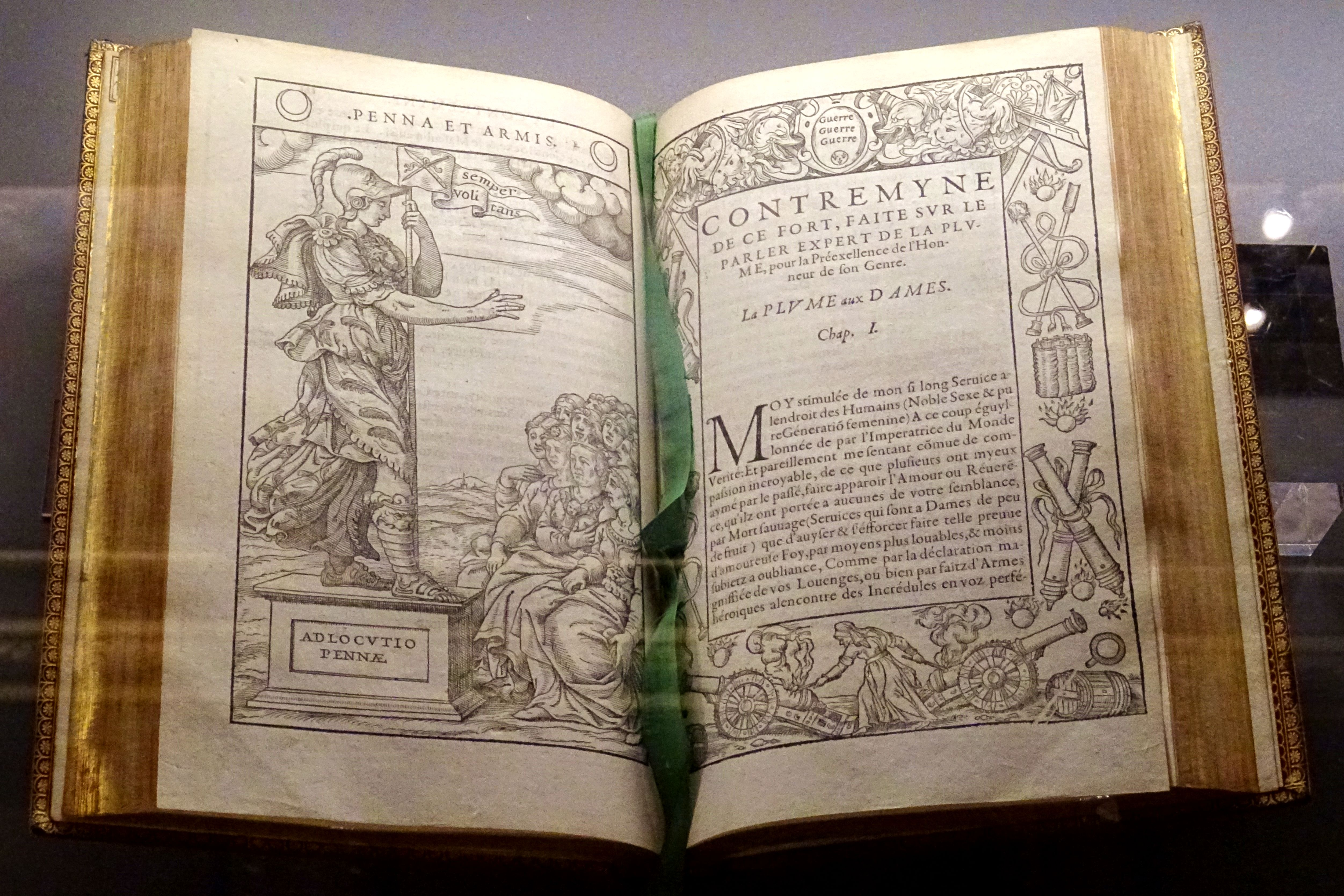
Extrait du livre, édition de 1555.

## Référence
1. ↑  Annie Parent, Les Métiers du livre à Paris au XVIe siècle (1535-1560), vol. 6, Droz, 1974, 345p., p. 99 et sq.
2. ↑  Marc Angenot, Les Champions des femmes : examen du discours sur la supériorité des femmes 1400-1800, PUQ, 2014, 204 p.